# CAベジャ・ビスタ
クルブ・アトレティコ・ベジャ・ビスタ（西: Club Atlético Bella Vista）は、ウルグアイの首都モンテビデオを本拠地とするサッカークラブである。2024シーズンはプリメーラ・ディビシオン・アマテウル（3部相当）に所属。
コパ・リベルタドーレスには1981年に初出場した。これまでに6回出場し、1999年の準々決勝進出が最高位である。

## 成績

### 南米カップ戦での成績
- コパ・リベルタドーレス: 6回出場

1981: ファーストラウンド敗退
1985: グループステージ敗退
1991: グループステージ敗退
1993: グループステージ敗退
1999: ベスト8
2000: グループステージ敗退
- コパ・スダメリカーナ: 1回出場

2011: ファーストラウンド敗退

## タイトル

### 国内タイトル
- プリメーラ・ディビシオン（1900-）：1回
  - 1990

- セグンダ・ディビシオン（1903-）：5回
  - (1922), 1949, 1968, 1976, 1997, 2005　※1922シーズンは前身大会のディビシオナル・インテルメディア[3]

- テルセーラ・ディビシオン（1913-）：3回
  - 1921, 1959, 2018
- セリエB（コンセホ・プロビソリオ）（1926）：1回　※AUF非公認[4]
  - 1926

## 過去の成績
- A2007 プリメーラ・ディビシオン 16位
- C2008 プリメーラ・ディビシオン 8位
- A2008 プリメーラ・ディビシオン 11位
- C2009 プリメーラ・ディビシオン 位

## 歴代監督
- ボルタイレ・ガルシア 1989
- フアン・オーベルグ
- マヌエル・ケオセイアン 1990-1991
- エンリー・ロペス・バエス
- ウーゴ・バニューロ 1971
- ワシントン・エチャメンディ 1973-1975
- セルヒオ・マルカリアン 1976-1979
- オスカル・ワシントン・タバレス 1980-1983
- フリオ・セサル・リバス 1997-1998
- セルヒオ・バティスタ 2000
- マルティン・ラサルテ 2000-2001
- イルド・マネイロ 2006-2008
- グスタボ・マトーサス 2008-2009
- パブロ・アロンソ 2009
- ディエゴ・アロンソ 2011-2012
- ギジェルモ・サンギネッティ 2012

## 歴代所属選手

### GK
- ケビン・エルナンデス 2008

### DF
- ホセ・ナサシ 1922-1932
- ダリオ・ロドリゲス 1997-1998

### MF
- ラウル・オマール・オテーロ 2004

### FW
- ペドロ・セア 1928-1929
- ディエゴ・アロンソ 1995-1999